# 跨性別旗
跨性別旗（英語：Transgender Flag），是一面象徵跨性別群體（Transgender）的旗幟。由五個水平線條所構成：兩条水藍色、兩条粉紅色，與中央一条白色。

## 現今使用的跨性別旗
跨性別旗是由一位美国跨性別女性莫妮卡·赫爾姆斯（Monica Helms）于1999年創造的。此旗首次出現2000年美國鳳凰城骄傲游行中。跨性別旗有别於六色的彩虹旗，但两者在骄傲游行及LGBT权益支持者会一同使用。
設計者赫爾姆斯描述了這面跨性別旗的含義有如下：
| 粉藍(#5bcffa)：男性的傳統顏色                  |
| 粉紅(#f5abb9)：女性的傳統顏色                  |
| 白：雙性人、跨性别中或認為自己是非二元性別的人 |
| 粉紅(#f5abb9)：女性的傳統顏色                  |
| 粉藍(#5bcffa)：男性的傳統顏色                  |

旗帜图案对称，所以不管以什么方向升起都是正确的，象征跨性别者找到人生的正确方向。
2020年1月29日，跨性别旗被收录进Emoji 13.0版本，与彩虹旗同时成为上线Emoji表情符号的LGBT系列旗帜。